# Pumpwerk De Cruquius

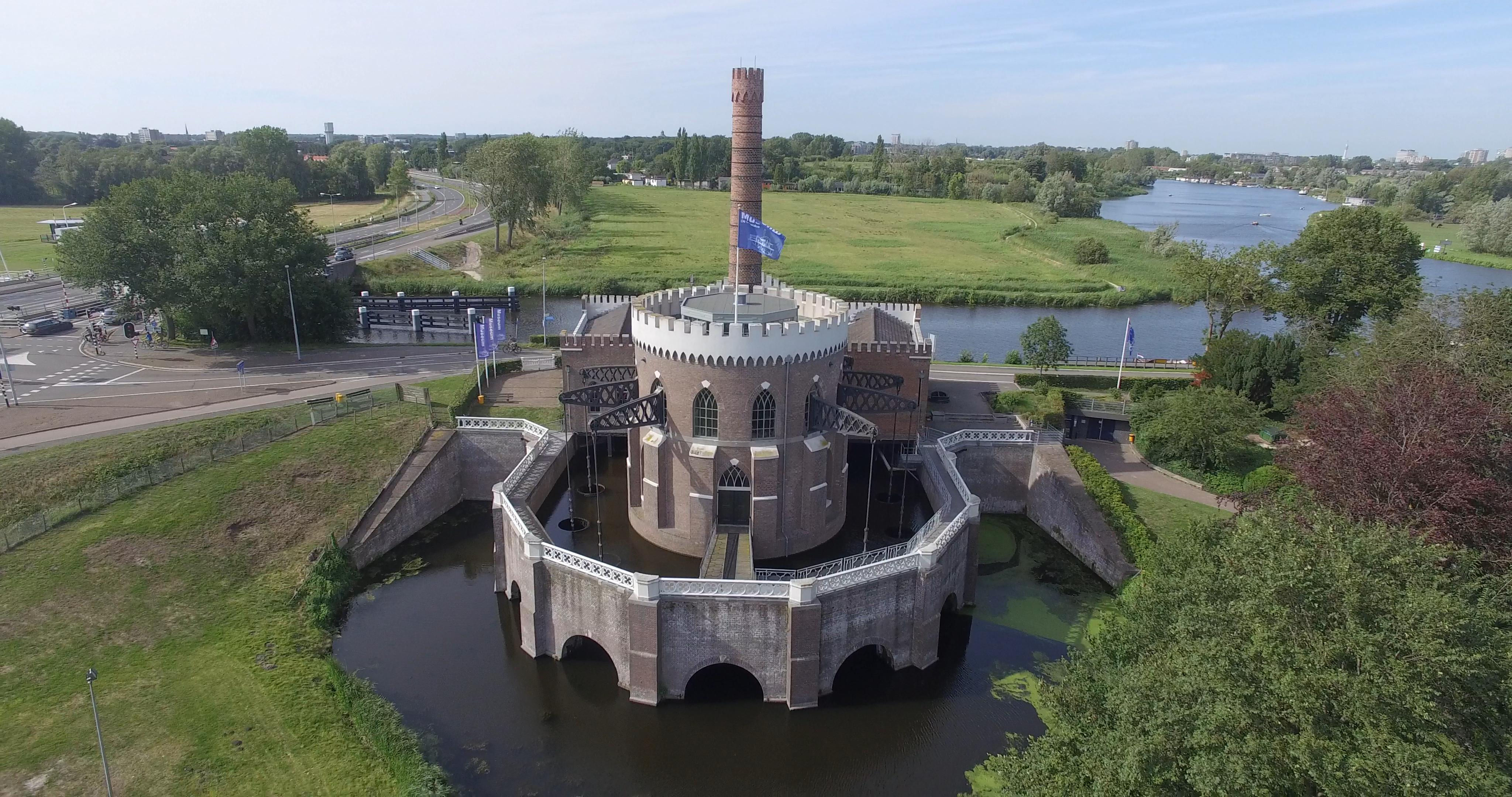
Pumpwerk De Cruquius von oben

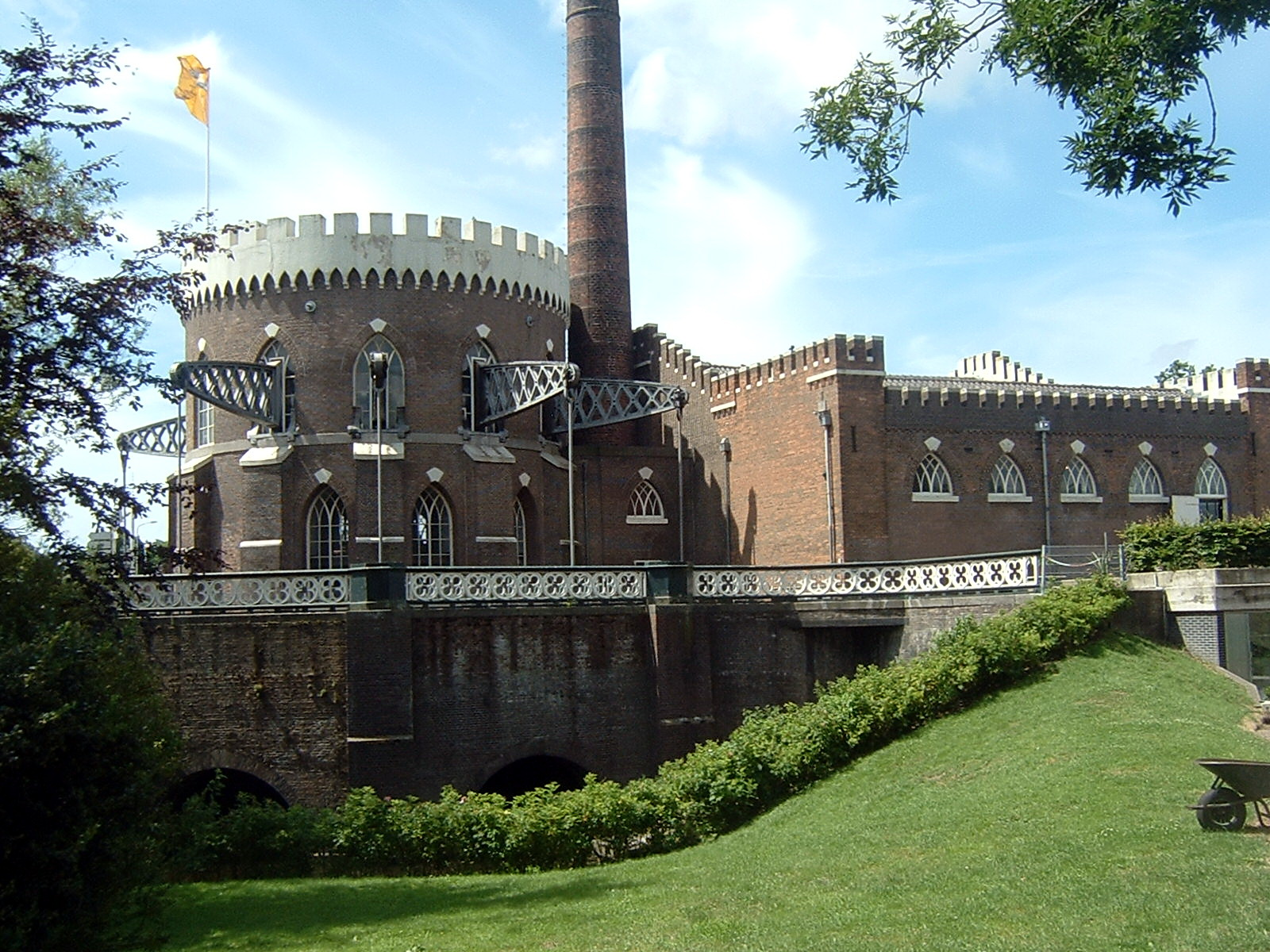
Pumpwerk De Cruquius

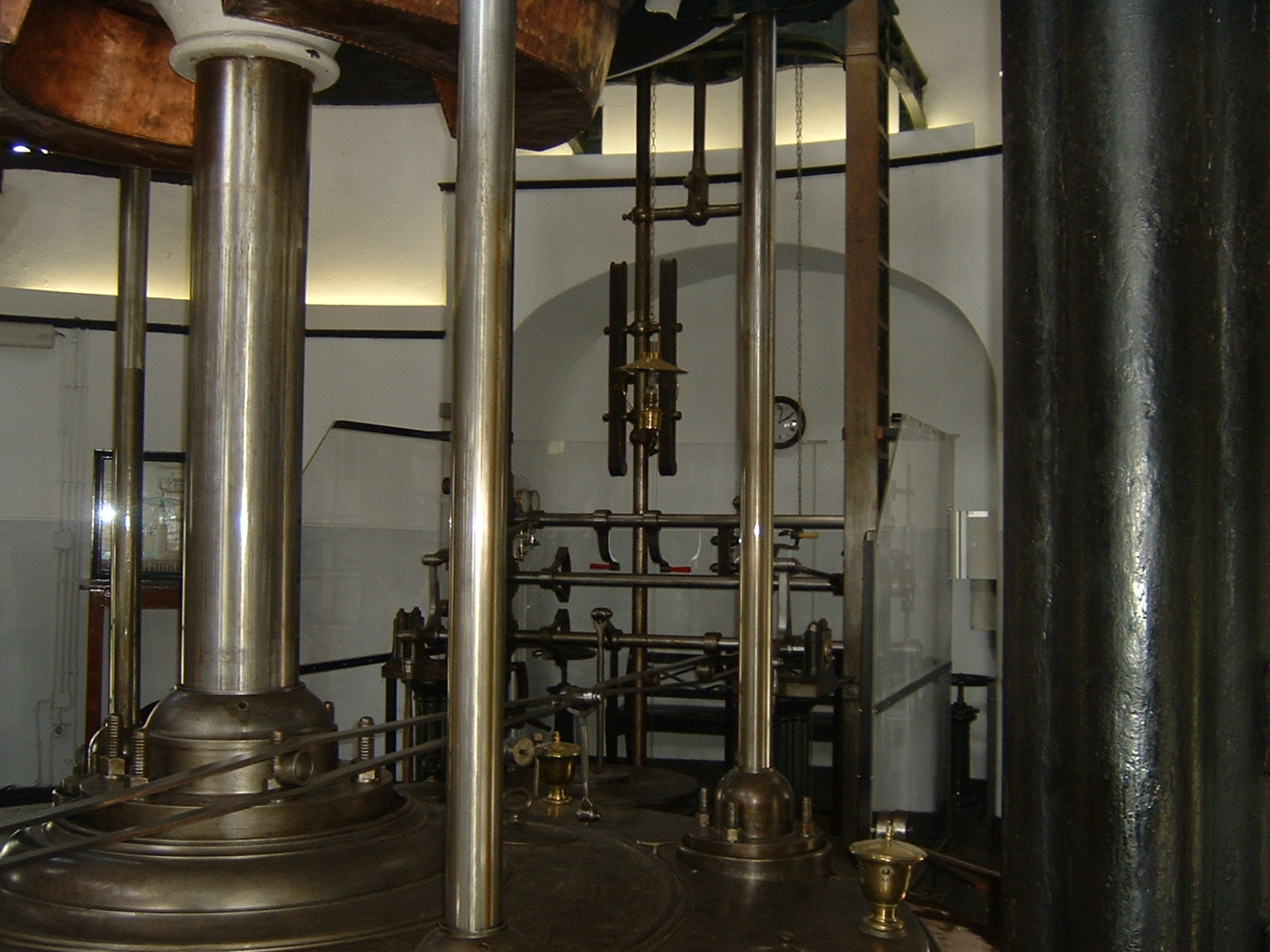
Dampfmaschine des Pumpwerks

Das Pumpwerk De Cruquius (niederländisch Gemaal De Cruquius) aus dem Jahr 1849 ist eines von drei historischen Dampfschöpfwerken, mit denen der Haarlemmermeerpolder in der niederländischen Provinz Nordholland trockengelegt wurde. Das Pumpwerk und die Ortschaft, in der es steht, wurden nach Nicolaus Samuelis Cruquius benannt, einem berühmten, niederländischen Wasserbaukundigen. Es war bis 1933 in Betrieb, ab 1934 wurde es als Museum eingerichtet. Das Pumpwerk wurde zum Rijksmonument erklärt. 
Die beiden anderen Pumpwerke De Lijnde und De Leeghwater wurden modernisiert.

## Museum
Das Museum zeigt ausführlich den Jahrhunderte dauernden Kampf gegen das Wasser. In der Ausstellung werden verschiedene Modelle von Windmühlen, mit denen man Wasser pumpte, gezeigt. Außerdem viele Maschinen und Gerätschaften mit Bezug auf den Wasserbau, ein großes Landschafts-Diorama und Zeichnungen.
Die dampfgetriebene Pumpe ist noch im Original erhalten und man kann sie auch in Betrieb nehmen. Allerdings wird sie seit 2002 hydraulisch angetrieben. Im runden Maschinenhaus steht in der Mitte der riesige Dampfzylinder, mit 3,66 Metern Durchmesser der größte, der je gebaut wurde. Er treibt acht Hebelarme von je 10 Tonnen Gewicht an, die durch die Fenster nach außen reichen. Daran sind im Ringkanal acht Pumpen angebracht, von denen jede mit einem Hub 8000 Liter Wasser fördert. Bei einer Leistung von fünf Hüben in der Minute wurden 320 m³ Wasser pro Minute aus dem Haarlemmermeer gepumpt.
Das Pumpwerk ist Teil der Europäischen Route der Industriekultur.